# 单身狗
“单身狗”，是一个主要流行于中国大陆的网络用语，最早出现于2011年，为单身人士以狗自喻的自嘲和调侃用词，也可能用作讽刺。此用法與單身貴族流行語成反比。

## 文化背景

### “单身”
传统中国社会强调适龄男女应当及时嫁娶，因此单身人士在传统社会多会受到质疑和批判。但是，由于男女比例失调、经济压力过大等原因，中国大陆的单身人士比例不断上升，他们逐渐形成一个族群和圈子，令单身带来的社会压力得以减少。这令单身人士不以单身为耻，而是改为互相嘲讽，作为自我挖苦，以纾解心理压力。

### “狗”

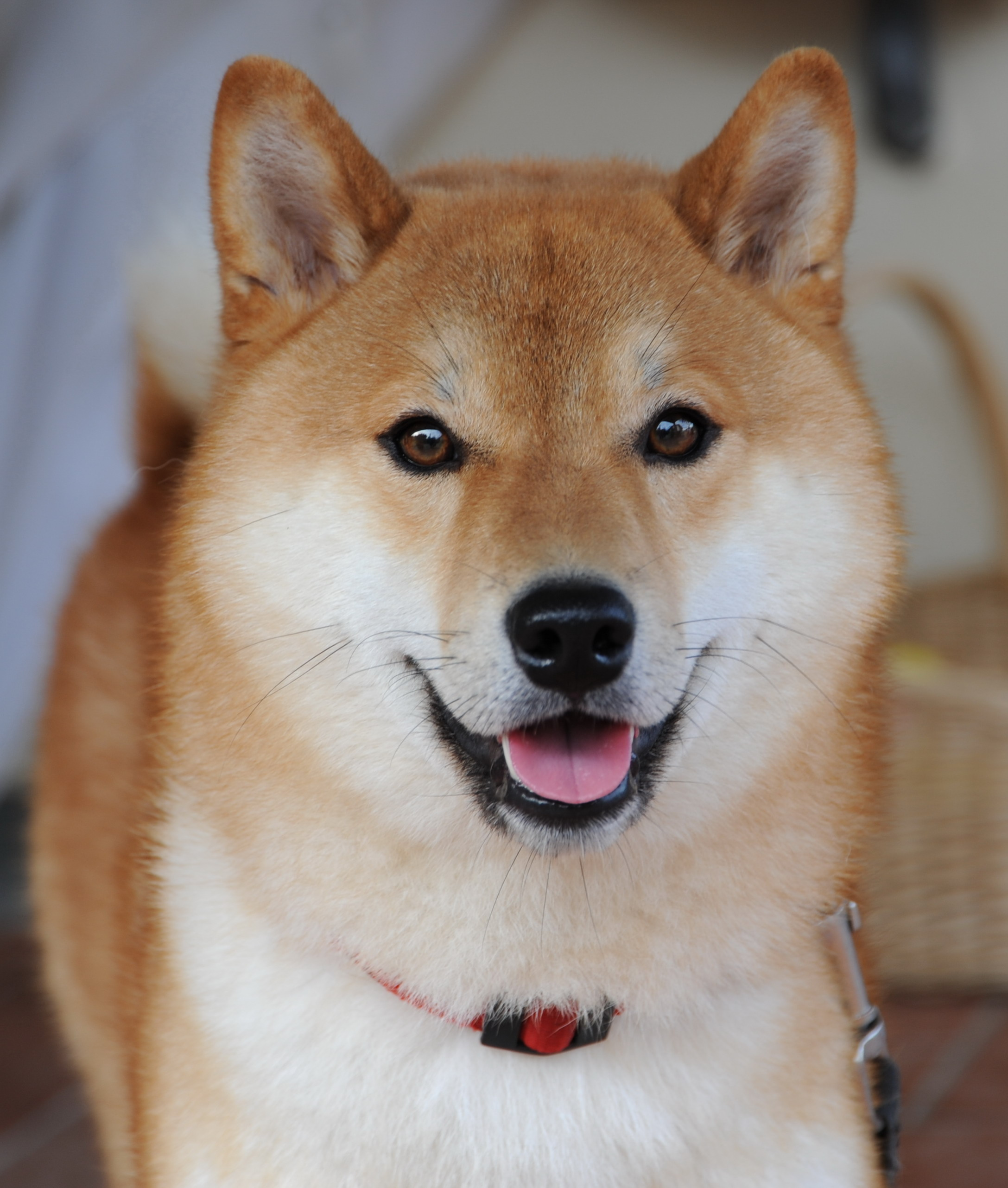
一只狗

中国传统文化对狗的观感倾向负面，因此以狗形容他人在传统汉语语境下带有侮辱和贬低的意味，例如“狗官”（形容庸官）、“狗男女”（形容通奸者）、“狐朋狗友”（形容损友）等词语都充满贬义色彩。不过，英语中与狗有关的词语不少为褒义性质，例如（形容幸运）、（形容掌權、擁有地位者）、（形容老练水手）。由于西方文化传到中国，加上现代社会盛行爱护动物的意识，狗在中文世界的形象有所改善，增添可爱和亲切的象征意义，令许多青年乐于以狗自喻或自称。此外，出于逆反心理，很多青年善于接受新事物，乐于违抗主流和传统的社会文化，因此不介意用传统文化所厌恶的狗来形容自己。虽然以狗自喻与传统文化有所不符，不过狗传统上具有潦倒、悲惨、可怜、辛苦、卑微的象征，这和单身人士形单只影的负面形象吻合，因此单身人士以“单身狗”一词自我挖苦。

## 流行过程
“单身狗”一词的流行过程为渐进式，源头至今已经不可溯，是经由网民互动而偶然地逐渐流行起来。此词语于2011年最早出现，在2012年底开始广泛用作指称单身人士，其后在2014年登上人人网的“大学生热词榜单”。2015年上半年，“单身狗”一词在微博出现215,620次、在微信出现126,586次、在网上论坛出现73,624次、在博客网站出现9,755次。

## 应用

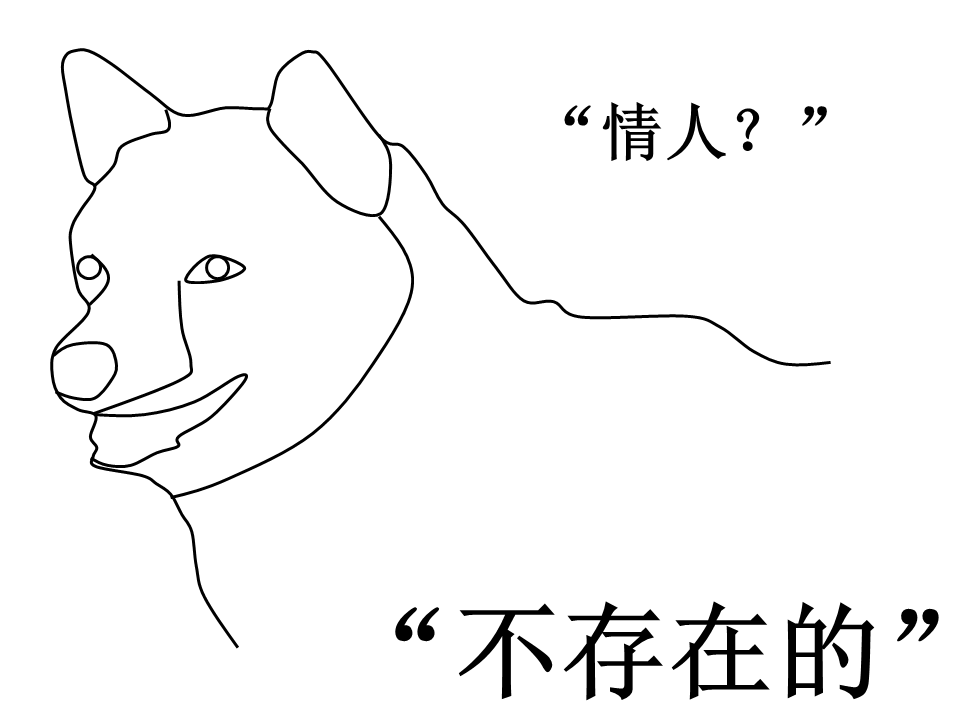
一个以单身狗为题材的表情包

“单身狗”是指已届适婚年龄但未有伴侣的青年人，意思与“单身族”类近，大多用作第一人称的自嘲，而非用作恶意人身攻击。不过，这个词语有时也会被用作称呼他人，语带讥讽。此词语的使用率会因应特定事件而提升，例如在知名艺人炫耀恋情（网络语言称为“秀恩爱”）时突然出现高峰。网上亦有“虐待单身狗”的说法，或称为“虐狗”，意指单身人士看到文化作品爱情桥段、情侣炫耀恋情、婚嫁相关时事新闻时会倍感难受，造成“精神虐待”，因此情人节有时会被调侃为“虐狗节”。有些表情包以“单身狗”为题材，用犬只的照片或漫画，配上“保护单身狗”、“单身狗也是狗，请不要伤害”、“不秀恩爱，就没有伤害”等幽默语句。

## 衍生用语
随着“单身狗”一词在网络世界极度流行，“XX狗”的词语构式逐渐以类推机制形成，造就一批新兴词语的出现。不同群体都在网络上以狗自喻，作为对自身学业或工作的幽默式抱怨（在网络世界称为“吐槽”），例如“初中狗”、“高中狗”、“高三狗”（高中三年级学生）、“大四狗”（大学四年级学生）、“清华狗”（清华大学学生）、“三本狗”（本科第三批录取的中国大陆高等院校学生）、“文科狗”（文科学生）、“材料狗”（材料科学本科生）、“考研狗”（中国研究生入学考试考生）、“留学狗”、“IT狗”（信息技术产业从业员）、“加班狗”等。